# Suzanne Grandais

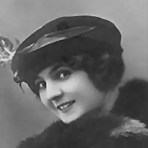
Suzanne Grandais

Suzanne Grandais, eigentlich Suzanne Gueudret (* 14. Juni 1893 in Paris; † 28. August 1920 in Vaudoy-en-Brie, Frankreich) war eine französische Tänzerin und Stummfilmschauspielerin, ein Star der 1910er Jahre.

## Leben und Wirken
Die gebürtige Pariserin besuchte in ihrer Heimatstadt das Konservatorium und stieß im Alter von 16 Jahren als Tänzerin zur Bühne (Théâtre de Cluny). Anschließend ging Suzanne Grandais auf Tournee nach Südamerika. Im Oktober 1911 verpflichtete Louis Feuillade Suzanne Grandais und baute sie im Auftrag der Produktionsfirma Gaumont zum ersten weiblichen Leinwandstar Frankreichs auf. Bald nannte man Suzanne Grandais die „französische Mary Pickford“. Wie ihr kanadisch-amerikanisches Vorbild war auch die Grandais auf drollige, frische, junge Mädchen und Backfische mit einem Herzen aus Gold in Dramen, Melodramen und Lustspielen abonniert.
1913, dem Jahr, in dem die Schauspielerin ihre eigene Produktionsfirma (‘Les films S.G.’) gegründet hatte, wurde die Französin für eine sechsteilige Filmreihe von der Kölner Produktionsfirma Deutsche Kinematographen-Gesellschaft nach Deutschland verpflichtet. Die Kritik empfing sie mit Wohlwollen, über ihre erste deutsche Produktion „So ist das Leben“ hieß es beispielsweise in der Kinematographischen Rundschau: „Suzanne Grandais spielt in den ersten drei Akten eine sogenannte Bombenrolle. Alle Register ihrer schon gezeigten künstlerischen Leistungsfähigkeit werden losgelassen und wir sehen Suzanne in ihrer ganzen Sentimentalität eine Liebe durchkämpfen…“ Schon zum Jahresbeginn 1914 stand sie wieder in heimischen Studios vor der Kamera, der Ausbruch des Ersten Weltkriegs wenige Monate darauf unterbrach Grandais‘ Filmkarriere für über ein Jahr. Während der Dreharbeiten zu ihrem letzten Film „L’essor“ starb die Künstlerin, gerade 27 Jahre jung, bei einem Autounfall östlich von Paris.

## Filmografie
- 1911: Le paix du foyer
- 1911: Eugène amoureux
- 1911: L‘Alibi
- 1911: La rançon du bonheur
- 1911: Histoire d’un valet du chambre
- 1911: Laquelle?
- 1912: La Petite Volontaire
- 1912: La Bienfaitrice
- 1912: La Bonne Hôtesse
- 1912: Fantaisie de milliardaire
- 1912: Le nain
- 1912: Léonce veut maigrir
- 1913: Suzanne
- 1913: La gitane
- 1913: Le bonheur de Suzanne
- 1913: So ist das Leben
- 1913: Liebesintrigen
- 1913: Zwei arme Reiche
- 1913: Das Luft-Torpedo
- 1913: Zu spät
- 1913: Liebe kennt kein Hindernis
- 1914: La Rencontre
- 1914: Fille d'amiral
- 1914: Grande sœur
- 1915: La petite de sixième
- 1916: L'Esclave de Phidias
- 1916: Midinettes
- 1917: Le Tablier blanc
- 1917: Le tournant
- 1917: Oh ce baiser
- 1917: Son aventure
- 1918: Le Siège des trois
- 1918: Mea Culpa
- 1918: Son aventure
- 1918: Loréna
- 1918: Trois K.
- 1919: Simplette
- 1920: Suzanne et les brigands
- 1920: Gosse de riche
- 1920: L’essor